# 인디헤니스모
인디헤니스모(스페인어: indigenismo)는 라틴 아메리카의 정치에서 원주민들의 권리와 정체성을 강조하는 원주민주의 사상이다.

## 같이 보기
- 민족카세레스주의
- 치카노
- 프리텐디언